# Cleveland Cavaliers
I Cleveland Cavaliers sono una delle trenta squadre di pallacanestro che militano nel massimo campionato professionistico statunitense, la National Basketball Association, con sede a Cleveland, Ohio, e giocano le partite interne alla Rocket Mortgage FieldHouse. I Cavaliers sono la seconda squadra con sede a Cleveland a prendere parte al campionato NBA dopo la sfortunata parentesi dei Cleveland Rebels nella stagione 1946-47.
Nel 2016 hanno conquistato il loro unico titolo NBA sconfiggendo alle NBA Finals i Golden State Warriors, con la quale saranno protagonisti di ben 4 NBA Finals di fila, di cui 3 vinte dalla franchigia di San Francisco. Nel 2009, secondo la rivista Forbes, la valutazione dei Cavaliers è arrivata a 476 milioni di dollari, di cui il 42% sono i debiti accumulati, il patrimonio invece è di 159 milioni di dollari. I Cavaliers, inoltre, sono anche fondatori e proprietari della squadra Canton Charge, partecipante alla NBA D-League, che sfruttano come società satellite per far crescere giovani giocatori.

## Storia della franchigia

### La nascita: gli anni '70
I Cavaliers iniziarono a giocare nella NBA nel 1970, come expansion team sotto la proprietà di Nick Mileti. Il nome Cavaliers viene scelto con un sondaggio tra i tifosi per onorare i cavalieri settecenteschi, i colori della divisa erano bordeaux e oro. Giocando le loro gare casalinghe alla Cleveland Arena sotto la direzione del coach Bill Fitch, e il primo anno accumularono il peggior record della lega con 15-67.
Dalla stagione seguente i Cavaliers migliorarono gradualmente, grazie anche all'arrivo stagione dopo stagione di giocatori di talento come Austin Carr (prima scelta assoluta al Draft 1971), Bingo Smith, Jim Chones, Jim Cleamons e Dick Snyder. Cleveland migliorò fino ad un record di 23-59 nella loro seconda stagione, seguito da un 32-50 nella stagione 1972-73. Nel 1974, i Cavaliers si spostarono nel nuovo Coliseum at Richfield. Quella stagione, i Cavaliers finirono con un record di 40-42, perdendo di poco l'entrata ai playoff.
Nella stagione 1975-76 con Carr, Smith, Chones, Snyder, e il nuovo acquisto Nate Thurmond, coach Fitch guidò i Cavaliers ad un record di 49-33 e alla vittoria del loro primo titolo di division. Fitch vinse il premio di miglior allenatore della stagione e la squadra raggiunse per la prima volta nella loro storia i playoff dove eliminarono nel primo turno gli Washington Bullets per 4-3 prima di essere eliminati dai Boston Celtics per 4-2.

### La fine degli anni '80 e gli anni '90
All'inizio degli anni '80 i Cavs vivono un periodo buio dove non riescono ad arrivare ai playoff per quattro anni di fila: nella stagione 1981-82 chiudono a 15-67, mentre nella stagione 1982-83 ottengono il poco invidiabile record di 24 partite senza vittorie. In quegli anni i Cavaliers cambiano più volte i colori della divisa: prima in arancione e blu e successivamente in nero, blu e arancione, ritornando ai colori originali soltanto nel 2003.
Verso la fine degli anni '80 Cleveland torna ad essere una squadra competitiva grazie a giocatori come Mark Price, Larry Nance e Brad Daugherty (prima scelta assoluta al Draft 1986) che portano la squadra al record di 57-25 (con una vittoria record per 148-80 contro i Miami Heat) e a giocarsi la Finale di Conference del 1992 dopo aver eliminato New Jersey Nets per 3-1 e Boston Celtics per 4-3. I Cavaliers verranno eliminati per l'ennesima volta dai Chicago Bulls di Michael Jordan, così come nelle stagioni 1987-88, 1988-89, 1992-93 e nel 1993-94.
Nel 1994 i Cavs si trasferiscono alla Gund Arena che ospita il NBA All-Star Weekend 1997. Nel 1996 venne scelto Žydrūnas Ilgauskas al Draft, che saltò tutta la prima stagione a causa di un infortunio al piede; il lituano si rivelò un giocatore importantissimo per la franchigia dell'Ohio negli anni successivi e partecipò anche a 2 All-Star Game. Negli anni successivi nonostante l'arrivo di Andre Miller, Brevin Knight, Chris Mihm, Ricky Davis e Carlos Boozer, i Cavs non riescono a restare competitivi.

### L'arrivo di LeBron James
Nella stagione 2002-03 i Cavaliers ottennero il peggior record della Lega, e si aggiudicarono la prima chiamata al Draft del 2003 che utilizzarono per scegliere l'allora appena diciottenne LeBron James proveniente dalla St. Vincent-St. Mary High School di Akron (Ohio).
LeBron James nella stagione 2003-04 riuscì ad aggiudicarsi il titolo di NBA Rookie of the Year.
La stagione 2004-05 vede una risalita nel record vittorie-sconfitte da parte della formazione dell'Ohio, penultimi nella Central Division, ottavi nella Classifica Conference. Terminano l'annata con 42 vittorie e 40 sconfitte, a pari merito con i New Jersey Nets, ma non vengono inseriti fra le partecipanti ai play-off. Nel 2005 divenne allenatore il giovane Mike Brown. La squadra continua a migliorare come già avvenuto dalla stagione 2003-04 anche se sarà solo nel 2006 che i Cavaliers riusciranno a tornare ai play-off. Nel biennio 2004-2005 entrano in squadra Daniel Gibson, Drew Gooden, Aleksandar Pavlović e Anderson Varejão.
Durante l'annata 2005-06 i Cleveland Cavaliers disputarono una buona Regular Season, grazie a James, che raggiunse 31 punti, 7 rimbalzi, quasi 7 assist, quasi 2 palle rubate e una stoppata a partita, e ai comprimari Ilgauskas e Hughes, riuscendo a qualificarsi per i play-off nelle prime 4 squadre della loro Conference. I Cavaliers al primo turno battono i Washington Wizards, guidati dalle tre stelle Gilbert Arenas, Antawn Jamison e Caron Butler. In quella serie fu importante il tiro che portò ad una vittoria durante i tempi supplementari da parte di Cleveland in gara-5, a soli 3,6 secondi dalla fine. I Cavaliers furono poi eliminati al secondo turno, contro gli ex campioni NBA Detroit Pistons, in una serie tirata fino all'ultimo. Al Draft 2006 scelgono al primo giro l'allora giovanissimo Shannon Brown, che però non rimarrà a lungo nella franchigia, essendo successivamente scambiato.

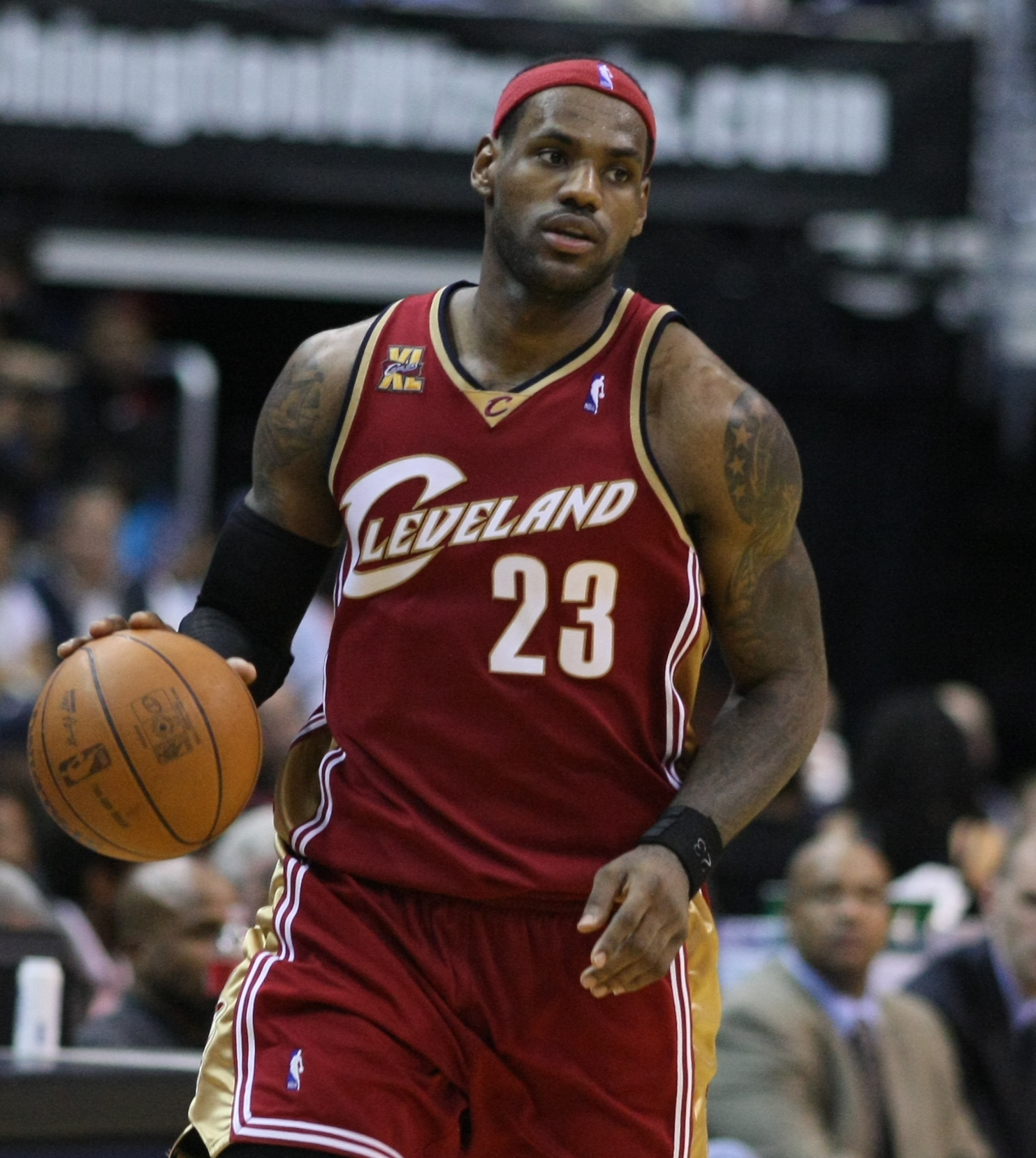
LeBron James, trascinatore dei Cavaliers alle finali del 2007, perse contro gli Spurs.

Nella stagione 2006-07 vincono il loro primo titolo di Conference sconfiggendo in ordine cronologico i Washington Wizards 4-0, i New Jersey Nets 4-2 e in Finale di Conference i Detroit Pistons per 4-2. LeBron James riuscì a realizzare nella quinta gara della serie una delle più grandi prestazioni individuali della storia dei playoff, con 48 punti al Palace of Auburn Hills compresi 29 degli ultimi 30 dei Cavs, portando la serie sul momentaneo 3-2. Nella decisiva gara 6 Daniel Gibson realizza 31 punti. I Cavaliers arrivarono così per la prima volta nella storia alle NBA Finals. Nella finale furono sconfitti 4-0 dai San Antonio Spurs.
La stagione 2007-08 si rivela positiva per Cleveland, con il raggiungimento dei Playoff al termine della stagione regolare, durante la quale arrivarono Delonte West, Ben Wallace, Wally Szczerbiak e Joe Smith tramite uno scambio che coinvolse anche i Chicago Bulls e i Seattle SuperSonics. In questa trade venne ceduto Larry Hughes. Nei Playoff 2008 Cleveland supera il primo turno sconfiggendo i Washington Wizards per 4-2, ma viene poi eliminata per 4-3, dai Boston Celtics, che diventeranno campioni alla fine della stagione. In estate approda in Ohio Mo Williams, giovane talento dei Milwaukee Bucks. Dal draft 2008, svoltosi il 26 giugno al Madison Square Garden di New York, ottengono J.J. Hickson e Darnell Jackson. Anche Saša Kaun ottiene un cartellino per entrare nel roster di Cleveland; Tuttavia rimane a giocare in Europa.
Nella stagione 2008-09 i Cavaliers conclusero una strepitosa stagione regolare al primo posto nella Eastern Conference e nell'NBA con 66 vittorie e solo 16 sconfitte (davanti ai Los Angeles Lakers, che finirono con 65 a 17 e ai Boston Celtics, che conclusero con 62 vittorie e 20 sconfitte), conquistando così il fattore campo nei Playoff. I Cavaliers riuscirono ad ottenere un record casalingo di 39 vittorie a fronte di 2 sole sconfitte. LeBron vinse il titolo di MVP dell'anno, mentre Mike Brown vinse il titolo di Coach dell'anno. Nei Playoff superarono i Detroit Pistons al primo turno e successivamente gli Atlanta Hawks entrambi per 4-0. A sorpresa vengono però sconfitti 4-2 dagli Orlando Magic nella finale della Eastern Conference. Il giorno del Draft NBA 2009 i Cavaliers scelgono la loro nuova e unica matricola Christian Eyenga, mentre l'altra scelta al secondo giro del draft era stata ceduta ai Miami Heat. Cleveland sceglie il giocatore all'ultimo turno, il trentesimo, conseguenza dell'essersi classificati primi in campionato durante la regular season. Viene aggiunto nel roster anche Danny Green, giovane giocatore non scelto al draft. Il 13 luglio Cleveland mette sotto contratto per due anni la guardia d'esperienza Anthony Parker. Il 25 giugno viene ufficializzato il passaggio del centro Shaquille O'Neal dai Phoenix Suns alla franchigia dell'Ohio in cambio di Aleksandar Pavlović, Ben Wallace, una scelta nel 2º giro del Draft NBA 2009 e 500 000 dollari. Cleveland rinnova anche il contratto di Anderson Varejão e acquista Jamario Moon, ala piccola dei Miami Heat. Il 12 agosto viene ingaggiato Leon Powe.
Nella stagione 2009-10 la squadra dell'Ohio conclude per la seconda volta consecutiva la stagione con il miglior record assoluto nella lega, 61 vittorie e 21 sconfitte, ma nei playoff, dopo aver eliminato al primo turno i Chicago Bulls, vengono sconfitti nelle semifinali di conference per 4 a 2 dai Boston Celtics.

### Il post-LeBron e l'arrivo di Kyrie Irving
La stagione 2010-11 parte con un grande interrogativo portato dalla scadenza del contratto del leader LeBron James. Molte squadre si presentano da James per presentargli la loro proposta e il loro progetto, compresi i Cavs, i quali, licenziato Brown, ingaggiano come nuovo allenatore Byron Scott. L'8 luglio, "il Prescelto" comunica in diretta in uno show televisivo andato in onda sulla rete americana ESPN di aver firmato per i Miami Heat lasciando dopo 7 anni i Cavaliers.
Da quel giorno in poi parte la ricostruzione della squadra. La prima mossa importante viene attuata il 26 luglio attraverso uno scambio che porta Delonte West e Sebastian Telfair ai Minnesota Timberwolves per Ramon Sessions, Ryan Hollins e una seconda scelta futura. Il 30 luglio ingaggiano il Free-agent Joey Graham con un contratto di un anno con opzione per il secondo. In agosto riconfermano per un ulteriore anno Jawad Williams e ingaggiano il giovane talento Samardo Samuels. Finita la Pre-Season 2010 con un record finale di 6-2, i Cavs esercitano l'opzione di quattro anni con J.J. Hickson e decidono di tagliare Danny Green per sostituirlo con Manny Harris.
Con l'inizio del nuovo anno, visto lo scarso andamento della squadra, i Cavs decidono di provare nuove alternative: il 27 dicembre Jawad Williams viene tagliato e sostituito il giorno dopo da Alonzo Gee, mentre vengono richiamati in squadra Samardo Samuels e Christian Eyenga precedentemente prestati in D-League.
Il 24 febbraio, giorno di scadenza del mercato, i Cavs compiono gli ultimi due scambi: il primo, l'unico importante della stagione, con i Los Angeles Clippers cedendo Mo Williams e Jamario Moon in cambio della guardia Baron Davis (2 volte All-Star e 2 volte leader in palle rubate) e della prima scelta nel Draft 2011; il secondo lasciando la seconda scelta nel Draft 2013 ai Boston Celtics in cambio di Semih Erden e Luke Harangody. Per far spazio ai nuovi arrivati, inoltre, viene tagliato Leon Powe. I Cavs finiscono il campionato al penultimo posto generale (ultimo nella Eastern Conference) con il record di 19-63. Durante la stagione i Cavaliers superano il ben poco invidiabile record di sconfitte consecutive nella NBA arrivando a quota 26, aggiungendone quindi 2 al precedente record che la stessa squadra deteneva a quota 24.

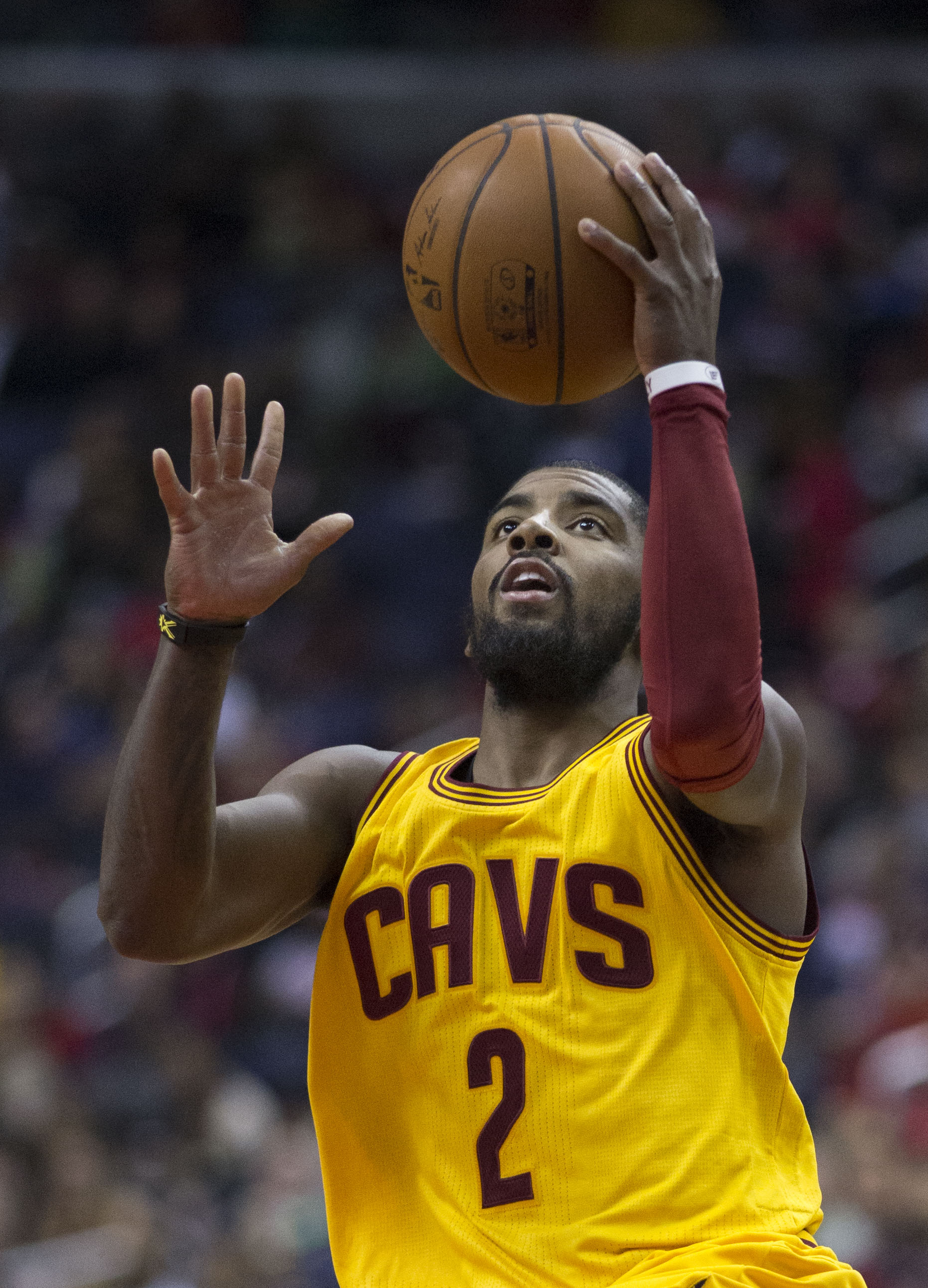
Kyrie Irving, prima scelta assoluta al Draft del 2011.

La stagione 2011-12 parte subito forte per i Cavs che, vincendo la Draft Lottery, conquista la prima scelta assoluta nel Draft NBA 2011. Il 23 giugno, quindi, i Cavaliers scelgono Kyrie Irving come prima scelta assoluta e Tristan Thompson come quarta scelta. Il 30 giugno i Cavs effettuano il primo scambio importante con i Sacramento Kings cedendo J.J. Hickson in cambio di Omri Casspi e la prima scelta protetta del draft 2012. Il giorno dopo, a causa del mancato accordo tra i club e i giocatori della NBA, viene ufficializzato il lockout che blocca l'inizio della stagione.
L'8 dicembre, le due parti trovano l'accordo e firmano il contratto collettivo. Dopo aver cancellato le prime settimane di stagione, la federazione decide di riparte il 25 dicembre con un calendario accorciato da 82 a 66 partite. Poco prima dell'inizio della stagione, visto l'ingaggio di Kyrie Irving, Baron Davis, leader dei Cavs nella passata stagione, viene tagliato. Nonostante un inizio da 8 vittorie e 8 sconfitte, il record finale è 21-45. Uniche note positive sono rappresentate da Irving (vincitore del premio Rookie dell'anno) e da Tristan Thompson.
Prima dell'inizio della stagione 2012-13 Jamison, l'ultimo dei simboli dell'era James, rimane free agent e firma con i Miami Heat. Nonostante i buoni talenti presenti in squadra, i Cavs chiudono ancora una volta abbondantemente fuori dai play-off, con un bilancio di 24-58. Il 18 aprile 2013 Scott, a seguito di un bilancio di 64-166 in tre stagioni, viene licenziato. Poco dopo viene ingaggiato come allenatore Mike Brown, storico allenatore dei Cavs durante l'era LeBron James. Brown diventa così il secondo allenatore nella storia dei Cavs ad allenare la squadra per due volte dopo Bill Musselman all'inizio degli anni '80.
Per via della stagione negativa i Cavs si presentano alla Draft Lottery con il 15,60% di essere scelti per selezionare la prima scelta assoluta nel successivo draft. Il 21 maggio 2013 vincono per la seconda volta in tre anni la Draft Lottery, diventando la franchigia con più vittorie della lotteria (4) dal 1985, anno in cui essa fu instaurata.
Il 27 giugno 2013, al Barclays Center di New York, ha luogo il Draft NBA 2013, dove i Cavaliers hanno la 1ª, la 19ª, la 31ª e la 33ª scelta. Come prima scelta assoluta selezionano con grande sorpresa l'ala grande Anthony Bennett, mentre con la diciannovesima l'ala piccola Sergej Karasëv. Poco dopo viene inoltre ingaggiato il centro All-Star Andrew Bynum, reduce da una lunga serie di infortuni. Viene inoltre rafforzata la panchina con gli ingaggi di Jarrett Jack ed Earl Clark. La squadra si presenta quindi per la prima volta dal post-LeBron James con l'obbiettivo di qualificarsi ai play-off, potendo disporre, oltre a Irving, di Bynum (già All-Star) e della prima scelta Bennett, oltre a diversi giovani di talento, come Waiters e Thompson. La stagione inizia però in modo molto diverso da quanto sperato: complici soprattutto i rendimenti disastrosi di Bynum, che viene addirittura sospeso a tempo indeterminato, e Bennett, che chiude il 2013 con 2,1 punti e 2,1 rimbalzi in 10,7 minuti di media tirando con il 22,8%, venendo definito da molti esperti la peggior prima scelta di sempre, i Cavs si ritrovano a metà stagione abbondantemente fuori dalla zona play-off. Per migliorare la situazione Bynum viene ceduto insieme ad alcune scelte al draft ai Chicago Bulls in cambio di Luol Deng (2 volte All-Star). Per sostituire Bynum viene in seguito acquisito Spencer Hawes dai Philadelphia 76ers in cambio di Earl Clark, Henry Sims e due seconde scelte a draft futuri. Nonostante i cambi nel roster le prestazioni non migliorano e i Cavs chiudono la stagione con un record di 33-49, mancando i play-off che molti ritenevano alla portata della squadra. Dopo la conclusione della stagione regolare Brown viene licenziato per la seconda volta in 4 anni.
Il 21 maggio 2014, con solo l'1,4% di possibilità, i Cavs ottengono clamorosamente la prima scelta al draft per la terza volta negli ultimi 4 anni. Il successivo 20 giugno viene nominato allenatore David Blatt, fresco vincitore dell'Eurolega alla guida del Maccabi Tel Aviv, che diventa il primo non statunitense ad allenare una squadra NBA. Al draft viene selezionata l'ala piccola Andrew Wiggins.

### Il ritorno di LeBron James, il primo titolo NBA e la rivalità con Golden State

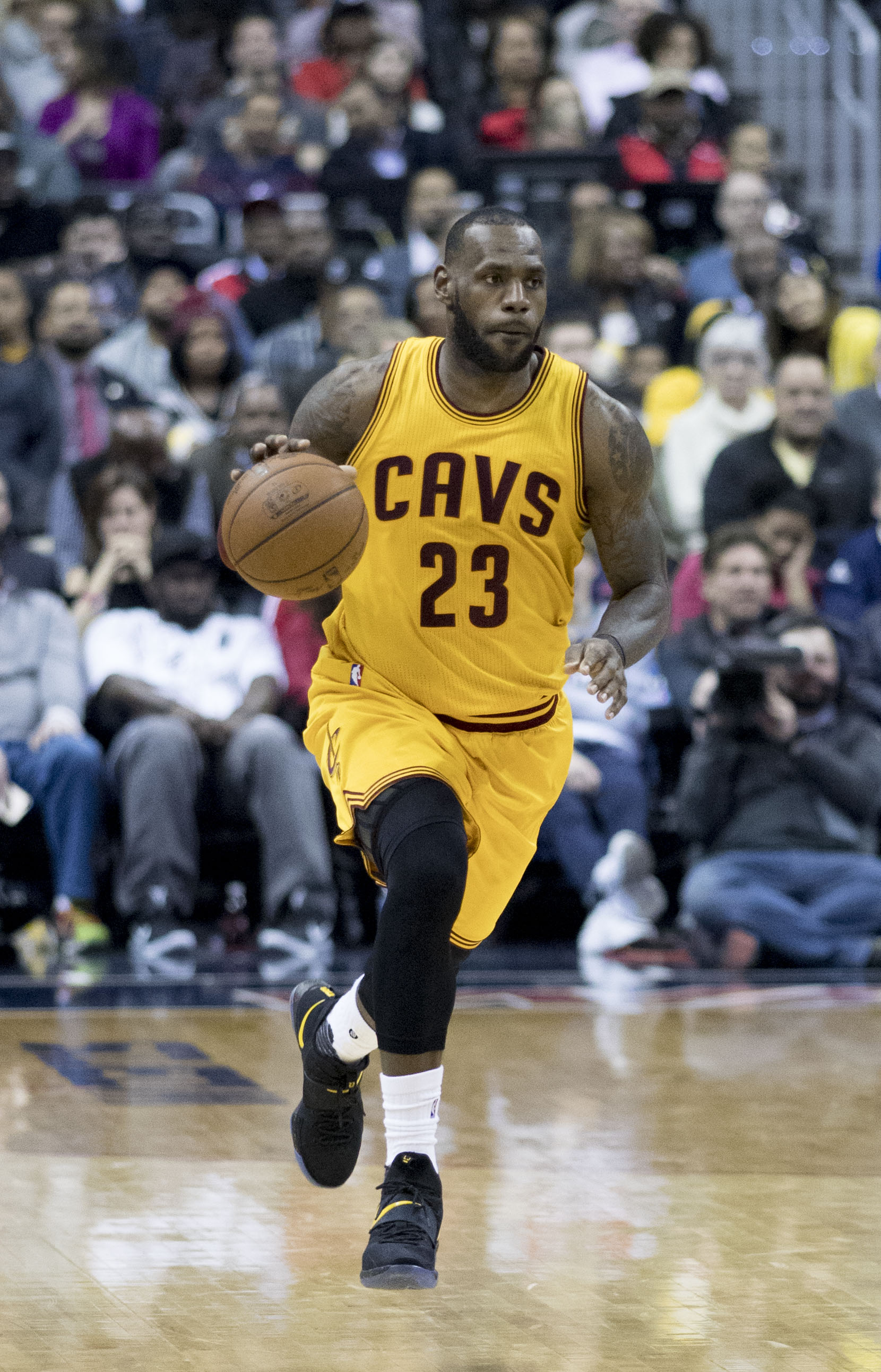
LeBron James, tornato ai Cavaliers nel 2014 e protagonista del primo titolo NBA nella storia della franchigia.

L'11 luglio 2014 LeBron James, attraverso una lettera scritta e inviata a Sports Illustrated, annuncia di aver scelto i Cavaliers come squadra dove proseguire la carriera, dopo aver rinunciato agli ultimi due anni di contratto con i Miami Heat. Per il giocatore si tratta di un ritorno nella franchigia dell'Ohio, in cui aveva già militato dal 2003 al 2010. Ha firmato un contratto di due anni e ha scelto il numero 23 (maglia che aveva usato all'high school e coi Cavs).
Il 23 agosto 2014 Kevin Love viene ceduto ai Cavs dai Minnesota Timberwolves in cambio di Andrew Wiggins, Anthony Bennett e una futura prima scelta al draft in una trade che ha coinvolto anche i Philadelphia 76ers. Vestirà la maglia numero 0. I Cavaliers, con in nuovi Big Three James, Love e Irving e numerosi altri innesti di livello, si presentano quindi come una delle favorite per il 2014-2015. In una trade che coinvolge i New York Knicks e gli Oklahoma City Thunder approdano in Ohio anche Iman Shumpert e J.R. Smith mentre Dion Waiters passa ai Thunder; dai Denver Nuggets arriva Timofej Mozgov Nella partita contro i Detroit Pistons diventano la tredicesima squadra nella storia della lega a totalizzare più di 800 triple segnate in una sola stagione. Nella stessa stagione diventano i campioni della Eastern Conference, dopo aver sconfitto ai playoff Boston Celtics, Chicago Bulls e Atlanta Hawks. Arrivano quindi alle finali, contro i Golden State Warriors di Stephen Curry, senza però né Love e né Irving; infortunatisi entrambi durante i playoff, Love nel match contro Boston e Irving nell'overtime di gara 1 delle Finals. La serie si concluderà con una sconfitta per 4-2, dopo che i Cavaliers erano stati in vantaggio 2-1. Tuttavia, la scarsa profondità della rosa condizionata dagli infortuni e la forza di Golden State, che veniva da una regular season con 67 vittorie, sono stati i fattori chiave. LeBron James è stato autore di una prestazione di altissimo profilo,con una media punti di 35.8, 13.3 rimbalzi e 8.8 assist a partita nelle NBA Finals, ma tutto ciò non è stato sufficiente e il suo record personale nelle finali è ora di 2 vittorie e 4 sconfitte. La vittoria in gara 2 è stata la prima nella storia delle Finals per i Cavs. Andre Iguodala è stato nominato MVP delle NBA Finals.
La stagione successiva, ovvero 2015-2016, l'arrivo di Mo Williams e di qualche altro innesto e anche il ritorno di Kyrie Irving dall'infortunio, hanno permesso ai Cleveland Cavs di migliorare il record di regular season dello scorso anno, sotto la guida del leader LeBron James. Dopo la RS conclusa con 57 vittorie e 25 sconfitte, Cleveland ottiene il miglior record nella Eastern Conference in regular season.
Ai Playoffs i Cavs incontrano i Detroit Pistons, testa di serie n. 8, e vincono la serie 4-0, serie che si rivelerà più combattuta di quanto dica il risultato finale. Nelle semifinali di Eastern Conference, Cleveland incontra gli Atlanta Hawks e anche in questo caso arriverà un altro sweep, stavolta ai danni di Teague e company. Inoltre in questa serie Cleveland diventa la squadra ad aver messo più triple in una partita, 25 più precisamente. Arrivati alle Finali di Conference, Cleveland incontra i Toronto Raptors, portati avanti grazie alle magie del suo backcourt composto da DeMar Derozan e Kyle Lowry. Cleveland vincerà anche questa serie, stavolta per 4-2.
 G.S. Warriors -  Cleveland Cavaliers 104-89

 G.S. Warriors -  Cleveland Cavaliers 110-77

 Cleveland Cavaliers -  G.S. Warriors 120-90

 Cleveland Cavaliers -  G.S. Warriors 97-108

 G.S. Warriors -  Cleveland Cavaliers 97-112

 Cleveland Cavaliers -  G.S. Warriors 115-101

 G.S. Warriors -  Cleveland Cavaliers 89-93
Giunti alle NBA Finals, i Cavaliers incontrano i Golden State Warriors, nella rivincita delle Finals 2015. Gara 1 e gara 2 vengono giocate entrambe ad Oakland, alla Oracle Arena, e vengono vinte entrambe dai Golden State Warriors, che si affermano grazie soprattutto alla forza dei comprimari entrati dalla panchina, Livingston e Iguodala tra tutti.
Gara 3, giocata alla Quicken Loans Arena di Cleveland, viene vinta dai Cavs, che, spinti dall'entusiasmo dei propri tifosi, vincono la partita 120-90 con una grande prestazione di LeBron James e di Kyrie Irving, in ombra nelle prime due partite. La gara successiva, gara 4, viene sempre giocata in Ohio e stavolta è Golden State a trionfare con una grande prestazione di Curry, portando la serie sul 3-1 Warriors, un risultato mai recuperato nelle 32 precedenti occasioni durante le NBA Finals.
La serie si sposta ancora ad Oakland, ma la determinazione di James e di Irving, che segnano 41 punti a testa, permette ai Cavs di allungare la serie e giocare un'altra partita a Cleveland, in Ohio. In gara 6 i Cavs trionfano ancora, dopo una prestazione eccellente di LeBron James e compagni, ma è in gara 7 che la squadra di Cleveland compie l'impresa: vince 89-93 sul campo di Oakland e si laurea campione. James viene nominato MVP delle Finali, mentre Irving mette la tripla decisiva a 50 secondi dalla fine.
Nel 2016-2017, dopo una RS conclusa con un record di 51-31, in seconda posizione nella Eastern Conference (dietro ai sorprendenti Boston Celtics di Isaiah Thomas e Brad Stevens), ai Playoff Cleveland mostra tutto il suo potenziale, vincendo 4-0 contro gli Indiana Pacers (testa di serie n. 8) e i Toronto Raptors (testa di serie n. 3), con prove offensive incredibili, pur mostrando qualche limite difensivo. Nelle finali di Conference vince 4-1 contro Boston, arrivando alle NBA Finals contro i Golden State Warriors (12-0 in questi Playoff) per il terzo anno consecutivo, in quella che è diventata una vera e propria rivalità. In gara 1 (113-91) e gara 2 (132-113) i Cavs perdono nettamente alla Oracle Arena nonostante uno stratosferico Lebron James, complici prestazioni mostruose di Kevin Durant. Gara 3 è combattuta, con Cleveland in vantaggio per gran parte del secondo tempo, ma ancora Durant, nell'ultimo minuto, permette ai Warriors di strappare il fattore campo (118-113). In gara 4, in una partita da win or go home, i Cavs tirano fuori una prestazione offensiva impressionante, segnando 49 punti nel solo primo quarto e vincendo 137-116. Gara 5 è la fine delle speranze per James e compagni: Golden State vince 129-120 alla Oracle Arena e conquista il secondo anello in 3 anni, con Kevin Durant nominato MVP delle Finali.

### L'addio di Kyrie Irving ed ultime Finals
Nel 2017-2018, i Cavs devono far fronte alla partenza di Kyrie Irving, accasatosi ai rivali del Boston Celtics in una trade (che si rivelerà in seguito tra le più squilibrate degli ultimi anni) che ha portato in Ohio Isaiah Thomas, Jae Crowder, Ante Žižić, la prima scelta al Draft 2018 dei Brooklyn Nets e la scelta di Miami al 2º giro del Draft 2020.
Il roster viene poi completato dal nuovo General Manager Koby Altman con gli arrivi dell'ex MVP Derrick Rose, Jeff Green, José Calderon, Cedi Osman e soprattutto di Dwyane Wade in uscita dai Chicago Bulls, in una suggestiva reunion con Lebron James dai tempi dei Miami Heat.
Le scelte di mercato non si rivelano tuttavia azzeccate, e dopo un avvio di stagione difficile la squadra viene nuovamente rivoluzionata già a febbraio 2018: con Wade che fa ritorno a Miami, vengono altresì ceduti Rose e Crowder agli Utah Jazz, Isaiah Thomas e Channing Frye ai Lakers in cambio di Jordan Clarkson e Larry Nance Jr., Rodney Hood sempre dai Jazz in cambio di Joe Johnson, e George Hill dai Sacramento Kings in cambio di Iman Shumpert.
Dopo una RS chiusa al quarto posto con un record di 50-32, Cleveland ai Playoff arriva a sfornare prestazioni eccezionali, sconfiggendo al primo turno gli Indiana Pacers per 4-3, alle semifinali i Toronto Raptors per 4-0, e nelle finali di conference i Boston Celtics (privi di Irving infortunatosi) per 4-3.
I Cavs per la quarta volta di fila affrontano per il titolo i Golden State Warriors, ma escono pesantemente sconfitti per 4-0 con il terzo anello per i californiani, chiudendo nel peggiore dei modi il secondo stint di James a Cleveland.

### Il secondo addio di LeBron James e la ricostruzione
Nel luglio 2018 Lebron James, in scadenza di contratto, annuncia il proprio trasferimento ai Los Angeles Lakers firmando un quadriennale, lasciando per la seconda volta la squadra della propria città.
Privata della sua stella più grande, i Cavaliers iniziano dunque un processo di ricostruzione, avendo selezionato al Draft 2018 la giovane point guard Collin Sexton con l'ottava scelta e prolungando al massimo salariale Kevin Love, designato nuovo leader della franchigia. Il veterano J.R. Smith viene invece messo fuori roster non rientrando più nei piani societari. 
La stagione 2018-2019 si rivela fallimentare: dopo un inizio incoraggiante, ad ottobre Love si infortuna gravemente ad un piede ed è costretto a saltare il resto del campionato.
Dopo sole sei partite viene esonerato l'allenatore Tyronn Lue; la squadra chiuderà mestamente al penultimo posto della Eastern Conference, con un record negativo di 19-63, non qualificandosi così ai PlayOff.
Al termine della stagione, viene nominato come nuovo allenatore l'esperto coach NCAA dei Michigan Wolverines, John Beilein, che a 66 anni fa dunque il suo esordio in NBA.
Al Draft 2019 i Cavs selezionano con la quinta pick la point guard Darius Garland, malgrado nello stesso ruolo soltanto l'anno prima avessero scelto Sexton, e con la trentesima la guardia Kevin Porter.
Il 6 febbraio 2020 i Cavs acquisiscono via trade dai Detroit Pistons il centro all-star Andre Drummond in cambio di John Henson, Brandon Knight e scelte future.
I cattivi risultati ottenuti e gli scontri con alcuni veterani della squadra costano il posto a coach Beilein, che a febbraio 2020 viene sollevato dall'incarico. Al suo posto viene nominato l'ex allenatore di Houston e Memphis J.B. Bickerstaff.
Anche la stagione 2019-2020 si conclude malamente, con l'ultimo posto nella Eastern Conference (record negativo 19-46) e mancata qualificazione ai PlayOffs per il secondo anno di fila.
Nella stagione successiva (2020-2021) inizia la lenta risalita della squadra dell'Ohio, che chiude all'ottavo posto nella Estern Conference con un record positivo (44-38) per la prima volta dopo l'addio di James, prendendo parte ai Play-in, ma senza riuscire a raggiungere i PlayOffs.
Il 3 settembre 2022 i Cavs acquisiscono Donovan Mitchell dagli Utah Jazz, in cambio di Lauri Markkanen, Ochaj Agbaji, Collin Sexton e diverse scelte. Nella stagione 2022-2023, anche grazie all'arrivo di Mitchell, riescono a tornare ai PlayOffs, venendo eliminati al primo turno dai New York Knicks per 4-1.

## Arene di gioco
- Cleveland Arena (1970–1974)
- Richfield Coliseum (1974–1994)
- Rocket Mortgage FieldHouse (precedentemente Quicken Loans Arena) (1994–presente)

## Squadra attuale
| \| Pos. \| Num. \| Naz. \| Nome \| Altezza \| Peso \| Data nascita \| Provenienza \| \| ---- \| ---- \| ---- \| ----------------- \| ------- \| ------ \| ------------ \| ------------------- \| \| G/AP \| 1 \| \| Strus, Max \| 196 cm \| 98 kg \| 28-03-1996 \| DePaul \| \| C \| 4 \| \| Mobley, Evan \| 213 cm \| 93 kg \| 18-06-2001 \| Southern California \| \| G \| 5 \| \| Merrill, Sam \| 193 cm \| 93 kg \| 15-05-1996 \| Utah State \| \| G \| 8 \| \| Green, Javonte \| 196 cm \| 93 kg \| 23-07-1993 \| Radford \| \| G \| 9 \| \| Porter, Craig \| 185 cm \| 82 kg \| 26-02-2000 \| Wichita State \| \| G \| 10 \| \| Garland, Darius \| 188 cm \| 79 kg \| 26-01-2000 \| Vanderbilt \| \| AP \| 12 \| \| Hunter, De'Andre \| 203 cm \| 102 kg \| 02-12-1997 \| Virginia \| \| C \| 13 \| \| Thompson, Tristan \| 206 cm \| 115 kg \| 13-03-1991 \| Texas \| \| G/AP \| 21 \| \| Bates, Emoni \| 206 cm \| 86 kg \| 28-01-2004 \| Eastern Michigan \| \| G/AP \| 24 \| \| Tyson, Jaylon \| 201 cm \| 98 kg \| 02-12-2002 \| UC Berkeley \| \| AG \| 30 \| \| Tomlin, Nae'Qwan \| 208 cm \| 95 kg \| 10-12-2000 \| Memphis \| \| C \| 31 \| \| Allen, Jarrett \| 211 cm \| 111 kg \| 21-04-1998 \| Texas \| \| AG \| 32 \| \| Wade, Dean \| 208 cm \| 103 kg \| 20-11-1996 \| Kansas State \| \| AP \| 33 \| \| Travers, Luke \| 201 cm \| 94 kg \| 03-09-2001 \| Australia \| \| G \| 45 \| \| Mitchell, Donovan \| 185 cm \| 95 kg \| 07-09-1996 \| Louisville \| \| P/G \| \| \| Proctor, Tyrese \| 198 cm \| 83 kg \| 01-04-2004 \| Duke \| \| P \| \| \| Ball, Lonzo \| 198 cm \| 86 kg \| 27-10-1997 \| UCLA \| \| AG \| \| \| Nance, Larry \| 201 cm \| 111 kg \| 01-01-1993 \| Wyoming \| | Allenatore - Kenny Atkinson Assistente/i - Johnnie Bryant - DeMarre Carroll - Omar Cook - Mike Gerrity - Trevor Hendry - Jordan Ott - Nate Reinking - Bryan Tibaldi Legenda - (C) Capitano - (FA) Free agent - (S) Sospeso - (TW) Contratto Two-way - (GL) Assegnato a squadra G League affiliata - (SD) Scelta Draft - Infortunato Roster • Transazioni · Ultima transazione: 27 giugno 2025 |                        |                   |         |        |              |                     |
| Pos. | Num. | Naz.                   | Nome              | Altezza | Peso   | Data nascita | Provenienza         |
| G/AP | 1 | Stati Uniti (bandiera) | Strus, Max        | 196 cm  | 98 kg  | 28-03-1996   | DePaul              |
| C | 4 | Stati Uniti (bandiera) | Mobley, Evan      | 213 cm  | 93 kg  | 18-06-2001   | Southern California |
| G | 5 | Stati Uniti (bandiera) | Merrill, Sam      | 193 cm  | 93 kg  | 15-05-1996   | Utah State          |
| G | 8 | Stati Uniti (bandiera) | Green, Javonte    | 196 cm  | 93 kg  | 23-07-1993   | Radford             |
| G | 9 | Stati Uniti (bandiera) | Porter, Craig     | 185 cm  | 82 kg  | 26-02-2000   | Wichita State       |
| G | 10 | Stati Uniti (bandiera) | Garland, Darius   | 188 cm  | 79 kg  | 26-01-2000   | Vanderbilt          |
| AP | 12 | Stati Uniti (bandiera) | Hunter, De'Andre  | 203 cm  | 102 kg | 02-12-1997   | Virginia            |
| C | 13 | Canada (bandiera)      | Thompson, Tristan | 206 cm  | 115 kg | 13-03-1991   | Texas               |
| G/AP | 21 | Stati Uniti (bandiera) | Bates, Emoni      | 206 cm  | 86 kg  | 28-01-2004   | Eastern Michigan    |
| G/AP | 24 | Stati Uniti (bandiera) | Tyson, Jaylon     | 201 cm  | 98 kg  | 02-12-2002   | UC Berkeley         |
| AG | 30 | Stati Uniti (bandiera) | Tomlin, Nae'Qwan  | 208 cm  | 95 kg  | 10-12-2000   | Memphis             |
| C | 31 | Stati Uniti (bandiera) | Allen, Jarrett    | 211 cm  | 111 kg | 21-04-1998   | Texas               |
| AG | 32 | Stati Uniti (bandiera) | Wade, Dean        | 208 cm  | 103 kg | 20-11-1996   | Kansas State        |
| AP | 33 | Australia (bandiera)   | Travers, Luke     | 201 cm  | 94 kg  | 03-09-2001   | Australia           |
| G | 45 | Stati Uniti (bandiera) | Mitchell, Donovan | 185 cm  | 95 kg  | 07-09-1996   | Louisville          |
| P/G | | Australia (bandiera)   | Proctor, Tyrese   | 198 cm  | 83 kg  | 01-04-2004   | Duke                |
| P | | Stati Uniti (bandiera) | Ball, Lonzo       | 198 cm  | 86 kg  | 27-10-1997   | UCLA                |
| AG | | Stati Uniti (bandiera) | Nance, Larry      | 201 cm  | 111 kg | 01-01-1993   | Wyoming             |

## Record stagione per stagione
| Campione NBA | Campione di Conference | Campione di Division |

| Stagione              | V    | S    | %    | Division | Playoff | Risultati                                                                                             |
| --------------------- | ---- | ---- | ---- | -------- | --- | --- |
| Cleveland Cavaliers   |      |      |      |          | | |
| 1970-71               | 15   | 67   | 18,3 | 4°       | - | - |
| 1971-72               | 23   | 59   | 28,0 | 4°       | - | - |
| 1972-73               | 32   | 50   | 39,0 | 4°       | - | - |
| 1973-74               | 29   | 53   | 35,4 | 4°       | - | - |
| 1974-75               | 40   | 42   | 48,8 | 3°       | - | - |
| 1975-76               | 49   | 33   | 59,8 | 1°       | Vincono le Semifinali di Conference Perdono le Finali di Conference                                              | Cleveland 4, Washington 3 Boston 4, Cleveland 2                                                       |
| 1976-77               | 43   | 39   | 52,4 | 4°       | Perdono il Primo Turno                                                                                           | Washington 2, Cleveland 1                                                                             |
| 1977-78               | 43   | 39   | 52,4 | 3°       | Perdono il Primo Turno                                                                                           | New York 2, Cleveland 0                                                                               |
| 1978-79               | 30   | 52   | 36,6 | 4°       | - | - |
| 1979-80               | 37   | 45   | 45,1 | 5°       | - | - |
| 1980-81               | 28   | 54   | 34,1 | 5°       | - | - |
| 1981-82               | 15   | 67   | 18,3 | 6°       | - | - |
| 1982-83               | 23   | 59   | 28,0 | 5°       | - | - |
| 1983-84               | 28   | 54   | 34,1 | 4°       | - | - |
| 1984-85               | 36   | 46   | 43,9 | 4°       | Perdono il Primo Turno                                                                                           | Boston 3, Cleveland 1                                                                                 |
| 1985-86               | 29   | 53   | 35,4 | 5°       | - | - |
| 1986-87               | 31   | 51   | 37,8 | 6°       | - | - |
| 1987-88               | 42   | 40   | 51,2 | 4°       | Perdono il Primo Turno                                                                                           | Chicago 3, Cleveland 2                                                                                |
| 1988-89               | 57   | 25   | 69,5 | 2°       | Perdono il Primo Turno                                                                                           | Chicago 3, Cleveland 2                                                                                |
| 1989-90               | 42   | 40   | 51,2 | 4°       | Perdono il Primo Turno                                                                                           | Philadelphia 3, Cleveland 2                                                                           |
| 1990-91               | 33   | 49   | 40,2 | 6°       | - | - |
| 1991-92               | 57   | 25   | 69,5 | 2°       | Vincono il Primo Turno Vincono le Semifinali di Conference Perdono le Finali di Conference                       | Cleveland 3, New Jersey 2 Cleveland 4, Boston 3 Chicago 4, Cleveland 2                                |
| 1992-93               | 54   | 28   | 65,9 | 2°       | Vincono il Primo Turno Perdono le Semifinali di Conference                                                       | Cleveland 3, New Jersey 2 Chicago 4, Cleveland 0                                                      |
| 1993-94               | 47   | 35   | 57,3 | 3°       | Perdono il Primo Turno                                                                                           | Chicago 3, Cleveland 0                                                                                |
| 1994-95               | 43   | 39   | 52,4 | 4°       | Perdono il Primo Turno                                                                                           | New York 3, Cleveland 1                                                                               |
| 1995-96               | 47   | 35   | 57,3 | 3°       | Perdono il Primo Turno                                                                                           | New York 3, Cleveland 0                                                                               |
| 1996-97               | 42   | 40   | 51,2 | 5°       | - | - |
| 1997-98               | 47   | 35   | 57,3 | 5°       | Perdono il Primo Turno                                                                                           | Indiana 3, Cleveland 1                                                                                |
| 1998-99               | 22   | 28   | 44,0 | 7°       | - | - |
| 1999-00               | 32   | 50   | 39,0 | 6°       | - | - |
| 2000-01               | 30   | 52   | 36,6 | 6°       | - | - |
| 2001-02               | 29   | 53   | 35,4 | 7°       | - | - |
| 2002-03               | 17   | 65   | 20,7 | 8°       | - | - |
| 2003-04               | 35   | 47   | 42,7 | 5°       | - | - |
| 2004-05               | 42   | 40   | 51,2 | 4°       | - | - |
| 2005-06               | 50   | 32   | 61,0 | 2°       | Vincono il Primo Turno Perdono le Semifinali di Conference                                                       | Cleveland 4, Washington 2 Detroit 4, Cleveland 3                                                      |
| 2006-07               | 50   | 32   | 61,0 | 2°       | Vincono il Primo Turno Vincono le Semifinali di Conference Vincono le Finali di Conference Perdono le Finali NBA | Cleveland 4, Washington 0 Cleveland 4, New Jersey 2 Cleveland 4, Detroit 2 San Antonio 4, Cleveland 0 |
| 2007-08               | 45   | 37   | 54,9 | 2°       | Vincono il Primo Turno Perdono le Semifinali di Conference                                                       | Cleveland 4, Washington 2 Boston 4, Cleveland 3                                                       |
| 2008-09               | 66   | 16   | 80,5 | 1°       | Vincono il Primo Turno Vincono le Semifinali di Conference Perdono le Finali di Conference                       | Cleveland 4, Detroit 0 Cleveland 4, Atlanta 0 Orlando 4, Cleveland 2                                  |
| 2009-10               | 61   | 21   | 74,4 | 1°       | Vincono il Primo Turno Perdono le Semifinali di Conference                                                       | Cleveland 4, Chicago 1 Boston 4, Cleveland 2                                                          |
| 2010-11               | 19   | 63   | 23,2 | 5°       | - | - |
| 2011-12               | 21   | 45   | 31,8 | 5°       | - | - |
| 2012-13               | 24   | 58   | 29,3 | 5°       | - | - |
| 2013-14               | 33   | 49   | 40,2 | 3°       | - | - |
| 2014-15               | 53   | 29   | 63,8 | 1°       | Vincono il Primo Turno Vincono le Semifinali di Conference Vincono le Finali di Conference Perdono le Finali NBA | Cleveland 4, Boston 0 Cleveland 4, Chicago 2 Cleveland 4, Atlanta 0 Golden State 4, Cleveland 2       |
| 2015-16               | 57   | 25   | 69,5 | 1°       | Vincono il Primo Turno Vincono le Semifinali di Conference Vincono le Finali di Conference Vincono le Finali NBA | Cleveland 4, Detroit 0 Cleveland 4, Atlanta 0 Cleveland 4, Toronto 2 Cleveland 4, Golden State 3      |
| 2016-17               | 51   | 31   | 62,2 | 2°       | Vincono il Primo Turno Vincono le Semifinali di Conference Vincono le Finali di Conference Perdono le Finali NBA | Cleveland 4, Indiana 0 Cleveland 4, Toronto 0 Cleveland 4, Boston 1 Golden State 4, Cleveland 1       |
| 2017-18               | 50   | 32   | 61,0 | 1°       | Vincono il Primo Turno Vincono le Semifinali di Conference Vincono le Finali di Conference Perdono le Finali NBA | Cleveland 4, Indiana 3 Cleveland 4, Toronto 0 Cleveland 4, Boston 3 Golden State 4, Cleveland 0       |
| 2018-19               | 19   | 63   | 23,2 | 5°       | - | - |
| 2019-20               | 19   | 46   | 29,2 | 5°       | - | - |
| 2020-21               | 22   | 50   | 30,6 | 4°       | - | - |
| 2021-22               | 44   | 38   | 53,7 | 3°       | Perdono il Play-in Game 7-8 Perdono il Play-in Game 8-9                                                          | Brooklyn 1, Cleveland 0 Atlanta 1, Cleveland 0                                                        |
| 2022-23               | 51   | 31   | 62,2 | 2°       | Perdono il Primo Turno                                                                                           | New York 4, Cleveland 1                                                                               |
| 2023-24               | 48   | 34   | 58,5 | 2°       | Vincono il Primo Turno Perdono le Semifinali di Conference                                                       | Cleveland 4, Orlando 3 Boston 4, Cleveland 1                                                          |
| 2024-25               | 64   | 18   | 78,0 | 1°       | Vincono il Primo Turno Perdono le Semifinali di Conference                                                       | Cleveland 4, Miami 0 Indiana 4, Cleveland 1                                                           |
| Totale Regular Season | 2096 | 2339 | 47,3 |          | | |
| Playoffs              | 136  | 119  | 53,3 |          | 1 Titolo NBA | 1 Titolo NBA                                                                                          |

Statistiche aggiornate al: 19 maggio 2025

## Membri della Basketball Hall of Fame
| Membri Cleveland Cavaliers nella Basketball Hall of Fame | Membri Cleveland Cavaliers nella Basketball Hall of Fame | Membri Cleveland Cavaliers nella Basketball Hall of Fame | Membri Cleveland Cavaliers nella Basketball Hall of Fame | Membri Cleveland Cavaliers nella Basketball Hall of Fame |
| Giocatori                                                | Giocatori                                                | Giocatori                                                | Giocatori                                                | Giocatori                                                |
| Num.                                                     | Nome                                                     | Ruolo                                                    | Stagione/i                                               | Introdotto                                               |
| -------------------------------------------------------- | -------------------------------------------------------- | -------------------------------------------------------- | -------------------------------------------------------- | -------------------------------------------------------- |
| 42                                                       | Nate Thurmond                                            | AG/C                                                     | 1975–1977                                                | 1985                                                     |
| 11                                                       | Walt Frazier                                             | P                                                        | 1977–1980                                                | 1987                                                     |
| 19                                                       | Lenny Wilkens 1                                          | P                                                        | 1972–1974                                                | 1989                                                     |
| 33                                                       | Shaquille O'Neal                                         | C                                                        | 2009–2010                                                | 2016                                                     |
| Allenatori                                               |                                                          |                                                          |                                                          |                                                          |
| Nome                                                     | Nome                                                     | Ruolo                                                    | Stagione/i                                               | Introdotto                                               |
| Chuck Daly 2                                             | Chuck Daly 2                                             | Allenatore                                               | 1981–1982                                                | 1994                                                     |
| Lenny Wilkens 1                                          | Lenny Wilkens 1                                          | Allenatore                                               | 1986–1993                                                | 1998                                                     |
| Contributori                                             |                                                          |                                                          |                                                          |                                                          |
| Nome                                                     | Nome                                                     | Ruolo                                                    | Stagione/i                                               | Introdotto                                               |
| Wayne Embry 3                                            | Wayne Embry 3                                            | General manager                                          | 1986–1999                                                | 1999                                                     |

Note:
- 1 In totale, Wilkens è stato introdotto nella Hall of Fame per tre volte – come giocatore, allenatore e membro della nazionale olimpica USA 1992.
- 2 In totale, è stato introdotto nella Hall of Fame per due volte – come allenatore e membro della nazionale olimpica USA 1992.
- 3 Non ha mai giocato per i Cavaliers. Introdotto come contributore nella Hall of Fame per essere stato il primo manager afroamericano di una squadra NBA.

## Numeri ritirati
| Numeri ritirati Cleveland Cavaliers |                     |       |            |                  |
| Num.                                | Giocatore           | Ruolo | Stagione/i | Giorno ritiro    |
| 7                                   | Bobby "Bingo" Smith | G/A   | 1970–1979  | 4 dicembre 1979  |
| 11                                  | Žydrūnas Ilgauskas  | C     | 1996–2010  | 8 marzo 2014     |
| 22 1                                | Larry Nance         | A/C   | 1988–1994  | 30 gennaio 1995  |
| 25                                  | Mark Price          | P     | 1986–1995  | 13 novembre 1999 |
| 34                                  | Austin Carr         | G     | 1971–1980  | 3 gennaio 1981   |
| 42                                  | Nate Thurmond       | C     | 1975–1977  | 18 dicembre 1977 |
| 43                                  | Brad Daugherty      | C     | 1986–1994  | 1º marzo 1997    |

Note:
- 1 Nel 2018 è stato concesso a Larry Nance Jr. di indossare il numero 22 in onore di suo padre.[25]

## Allenatori
| Legenda | Legenda                                                          |
| ------- | ---------------------------------------------------------------- |
| PA      | Partite allenate                                                 |
| V       | Vittorie                                                         |
| S       | Sconfitte                                                        |
| V%      | Percentuale di vittorie                                          |
|         | Ha trascorso l'intera sua carriera da allenatore con i Cavaliers |
|         | Eletto nella Basketball Hall of Fame                             |

Note: Statistiche aggiornate a fine stagione 2024-2025.
| Cleveland Cavaliers |                   |           |     |     |     |      |    |    |    |      |                                                                           |        |
| 1                   | Bill Fitch        | 1970–1979 | 738 | 304 | 434 | .412 | 18 | 7  | 11 | .389 | 1975-76 Allenatore dell'anno NBA nella top 10 allenatori della storia NBA | [ 28 ] |
| 2                   | Stan Albeck       | 1979–1980 | 82  | 37  | 45  | .451 | —  | —  | —  | —    |                                                                           | [ 29 ] |
| 3                   | Bill Musselman    | 1980–1981 | 71  | 25  | 46  | .352 | —  | —  | —  | —    |                                                                           | [ 30 ] |
| 4                   | Don Delaney       | 1981      | 26  | 7   | 19  | .269 | —  | —  | —  | —    |                                                                           | [ 31 ] |
| 5                   | Bob Kloppenburg   | 1981      | 3   | 0   | 3   | .000 | —  | —  | —  | —    |                                                                           | [ 32 ] |
| 6                   | Chuck Daly        | 1981–1982 | 41  | 9   | 32  | .220 | —  | —  | —  | —    | nella top 10 allenatori della storia NBA                                  | [ 33 ] |
| —                   | Bill Musselman    | 1982      | 15  | 4   | 11  | .267 | —  | —  | —  | —    |                                                                           | [ 30 ] |
| 7                   | Tom Nissalke      | 1982–1984 | 164 | 51  | 113 | .311 | —  | —  | —  | —    |                                                                           | [ 34 ] |
| 8                   | George Karl       | 1984–1986 | 149 | 61  | 88  | .409 | 4  | 1  | 3  | .250 |                                                                           | [ 35 ] |
| 9                   | Gene Littles      | 1986      | 15  | 4   | 11  | .267 | —  | —  | —  | —    |                                                                           | [ 36 ] |
| 10                  | Lenny Wilkens     | 1986–1993 | 574 | 316 | 258 | .551 | 41 | 18 | 23 | .439 | nella top 10 allenatori della storia NBA                                  | [ 37 ] |
| 11                  | Mike Fratello     | 1993–1999 | 460 | 248 | 212 | .539 | 14 | 2  | 12 | .143 |                                                                           | [ 38 ] |
| 12                  | Randy Wittman     | 1999–2001 | 164 | 62  | 102 | .378 | —  | —  | —  | —    |                                                                           | [ 39 ] |
| 13                  | John Lucas        | 2001–2003 | 124 | 37  | 87  | .298 | —  | —  | —  | —    |                                                                           | [ 40 ] |
| 14                  | Keith Smart       | 2003      | 40  | 9   | 31  | .225 | —  | —  | —  | —    |                                                                           | [ 41 ] |
| 15                  | Paul Silas        | 2003–2005 | 146 | 69  | 77  | .473 | —  | —  | —  | —    |                                                                           | [ 42 ] |
| 16                  | Brendan Malone    | 2005      | 18  | 8   | 10  | .444 | —  | —  | —  | —    |                                                                           | [ 43 ] |
| 17                  | Mike Brown        | 2005–2010 | 410 | 272 | 138 | .663 | 71 | 42 | 29 | .592 | 2008-09 Allenatore dell'anno NBA                                          | [ 44 ] |
| 18                  | Byron Scott       | 2010–2013 | 230 | 64  | 166 | .278 | —  | —  | —  | —    |                                                                           | [ 45 ] |
| —                   | Mike Brown        | 2013–2014 | 82  | 33  | 49  | .402 | —  | —  | —  | —    |                                                                           | [ 44 ] |
| 19                  | David Blatt       | 2014–2016 | 113 | 83  | 40  | .675 | 20 | 14 | 6  | .700 |                                                                           |        |
| 20                  | Tyronn Lue        | 2016–2018 | 211 | 128 | 83  | .607 | 56 | 40 | 16 | .714 | 1 Titolo NBA (2016)                                                       |        |
| 21                  | Larry Drew        | 2018–2019 | 76  | 19  | 57  | .250 | —  | —  | —  | —    |                                                                           |        |
| 22                  | John Beilein      | 2019–2020 | 54  | 14  | 40  | .259 | —  | —  | —  | —    |                                                                           |        |
| 23                  | J. B. Bickerstaff | 2020–2024 | 329 | 170 | 159 | .517 | 17 | 6  | 11 | .353 |                                                                           |        |
| 24                  | Kenny Atkinson    | 2024–     | 82  | 64  | 18  | .780 | 9  | 5  | 4  | .556 |                                                                           |        |

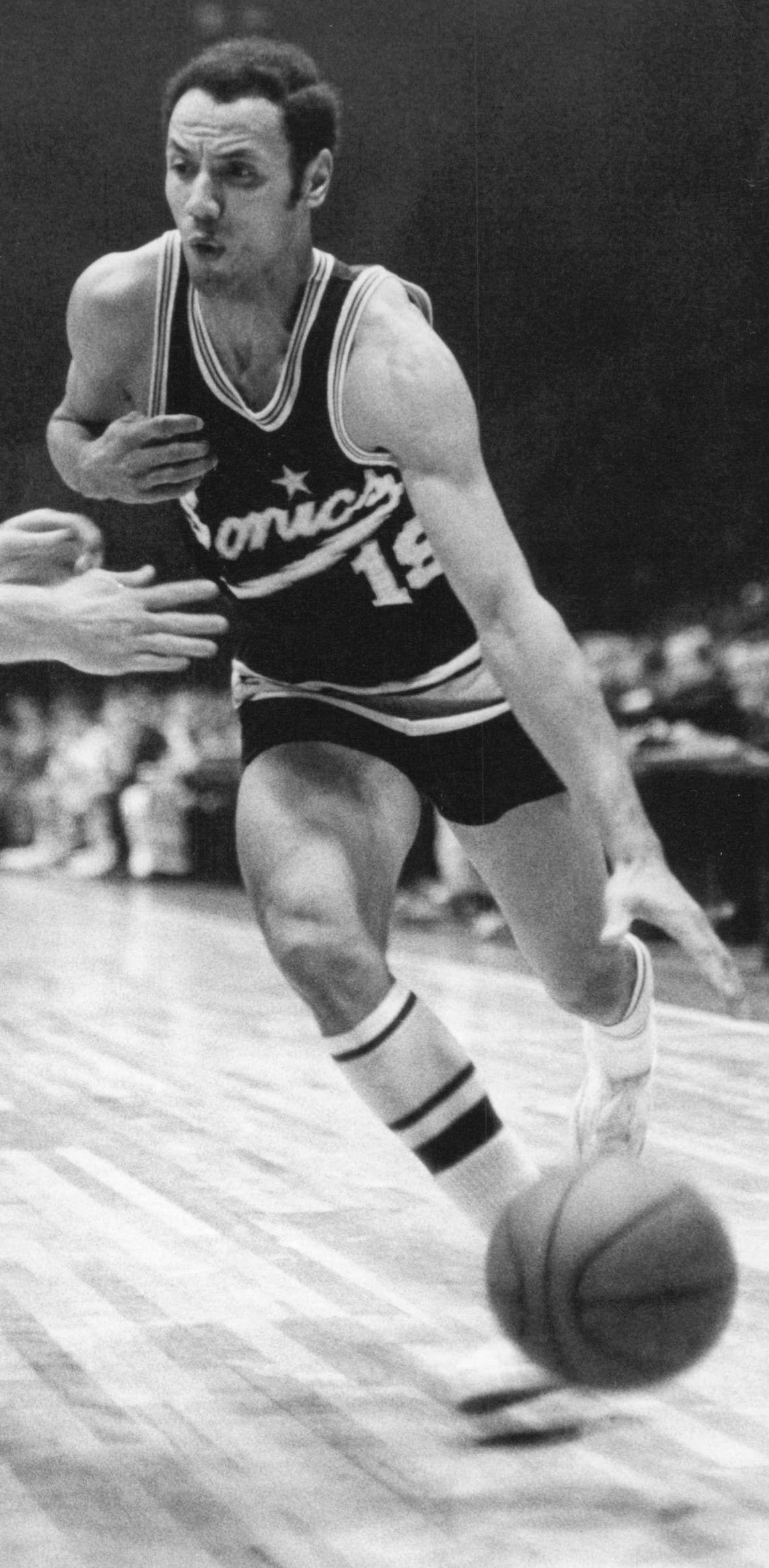
Lenny Wilkens ha allenato i Cavaliers dal 1986 al 1993.
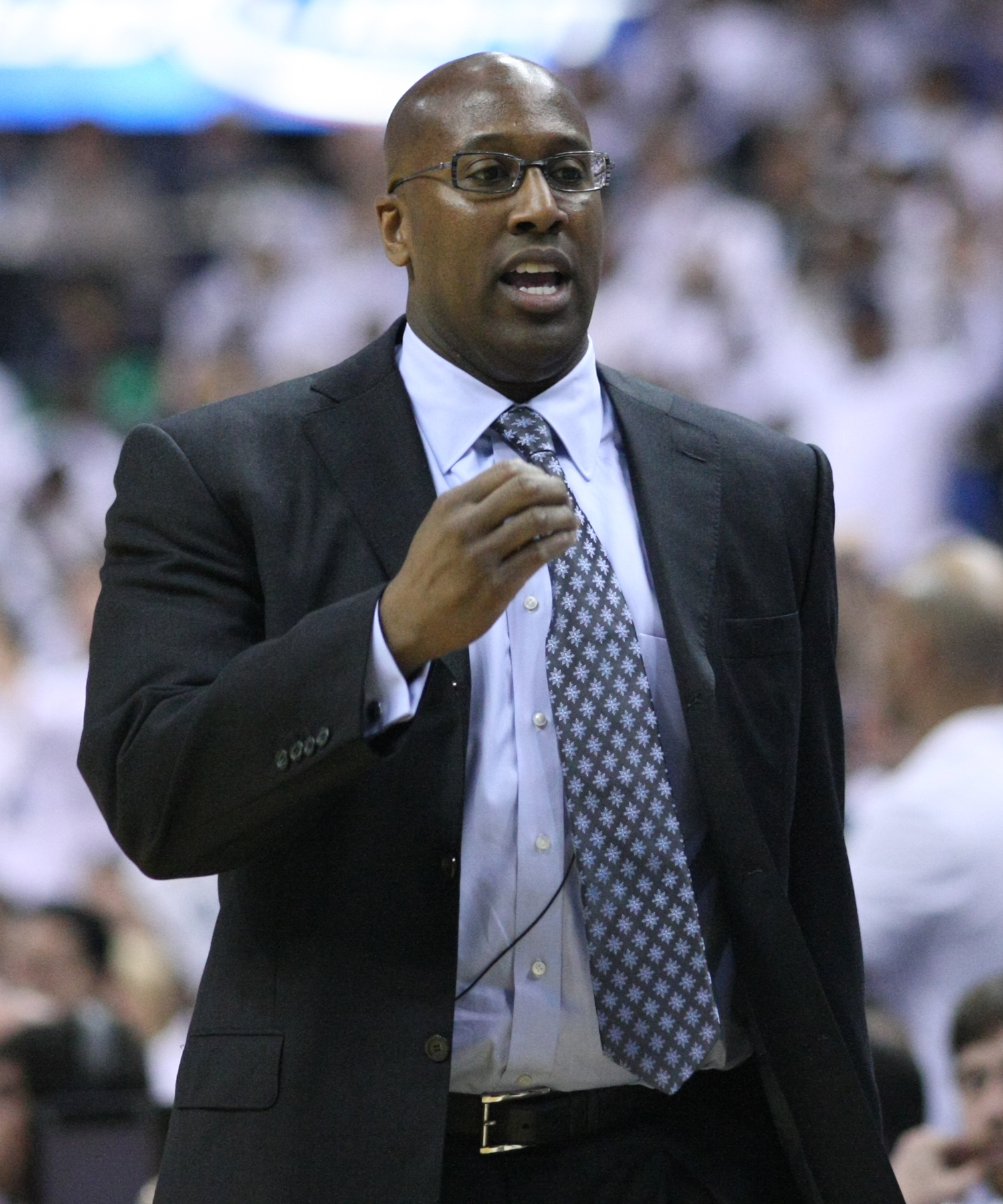
Il due volte allenatore Mike Brown che ha allenato i Cavaliers dal 2005 al 2010, e in seguito nella stagione 2013–14. Ha guidato la squadra ad una NBA Finals nel 2007.
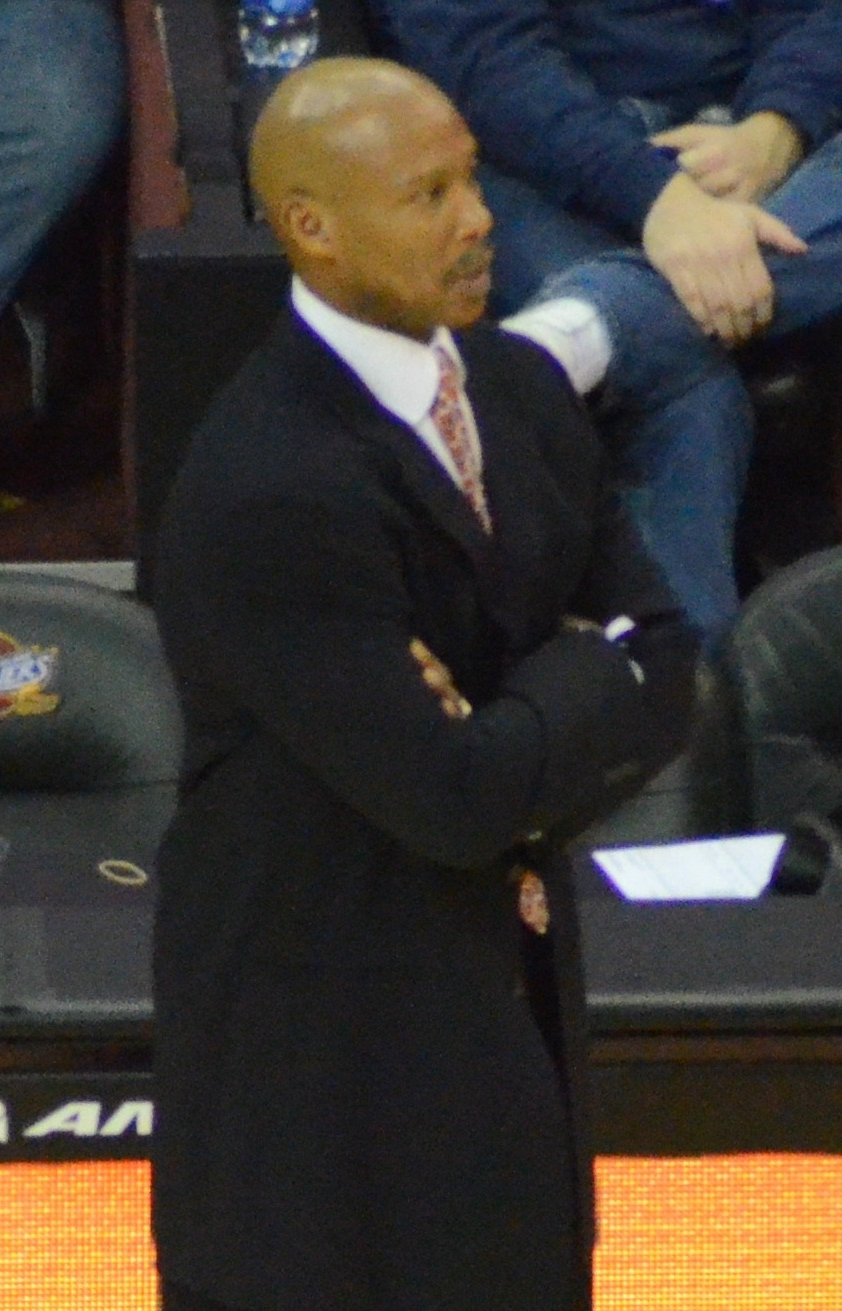
Byron Scott ha allenato i Cavaliers dal 2010 al 2013.
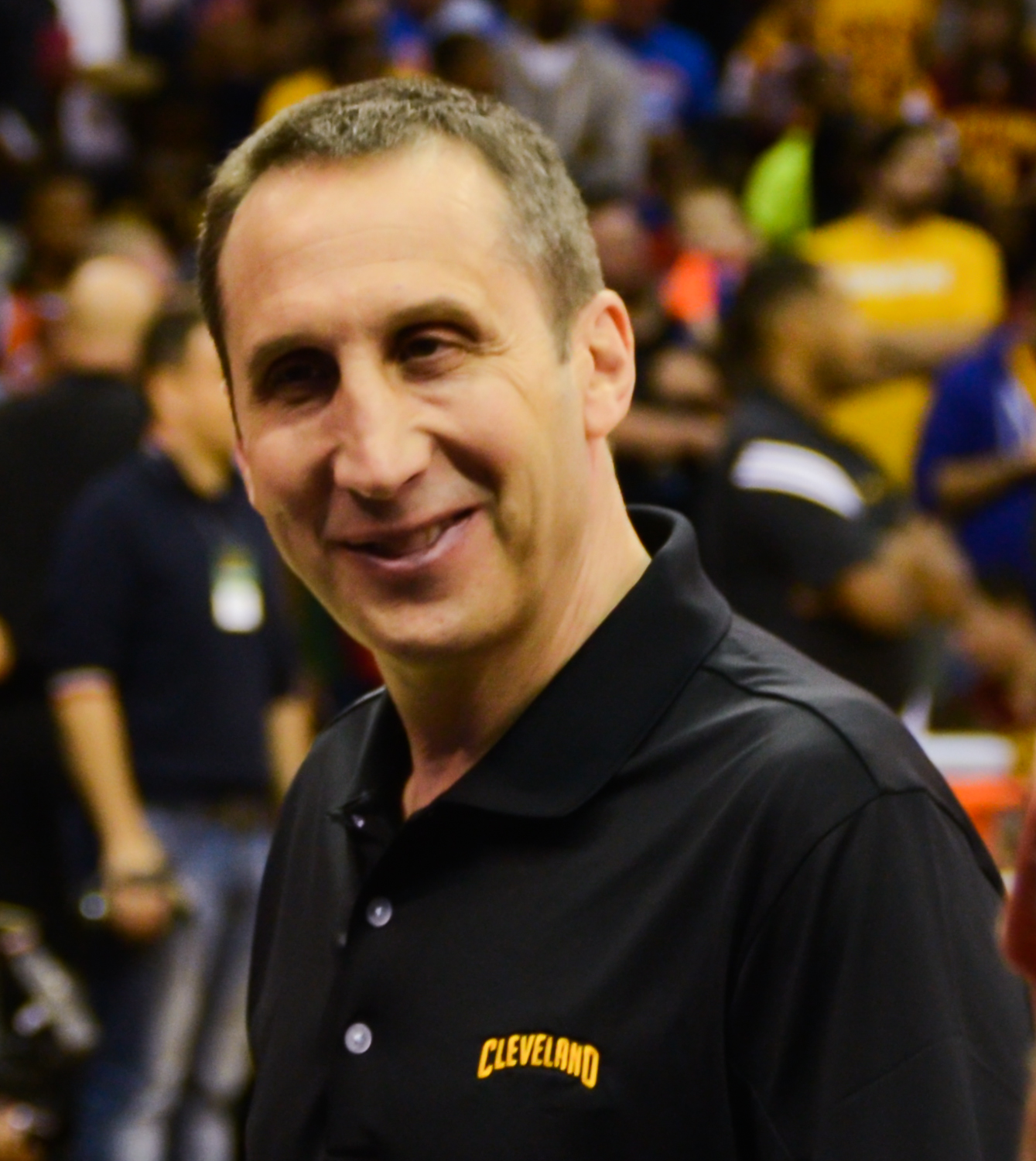
David Blatt ha allenato i Cavaliers dal 2014–2016.
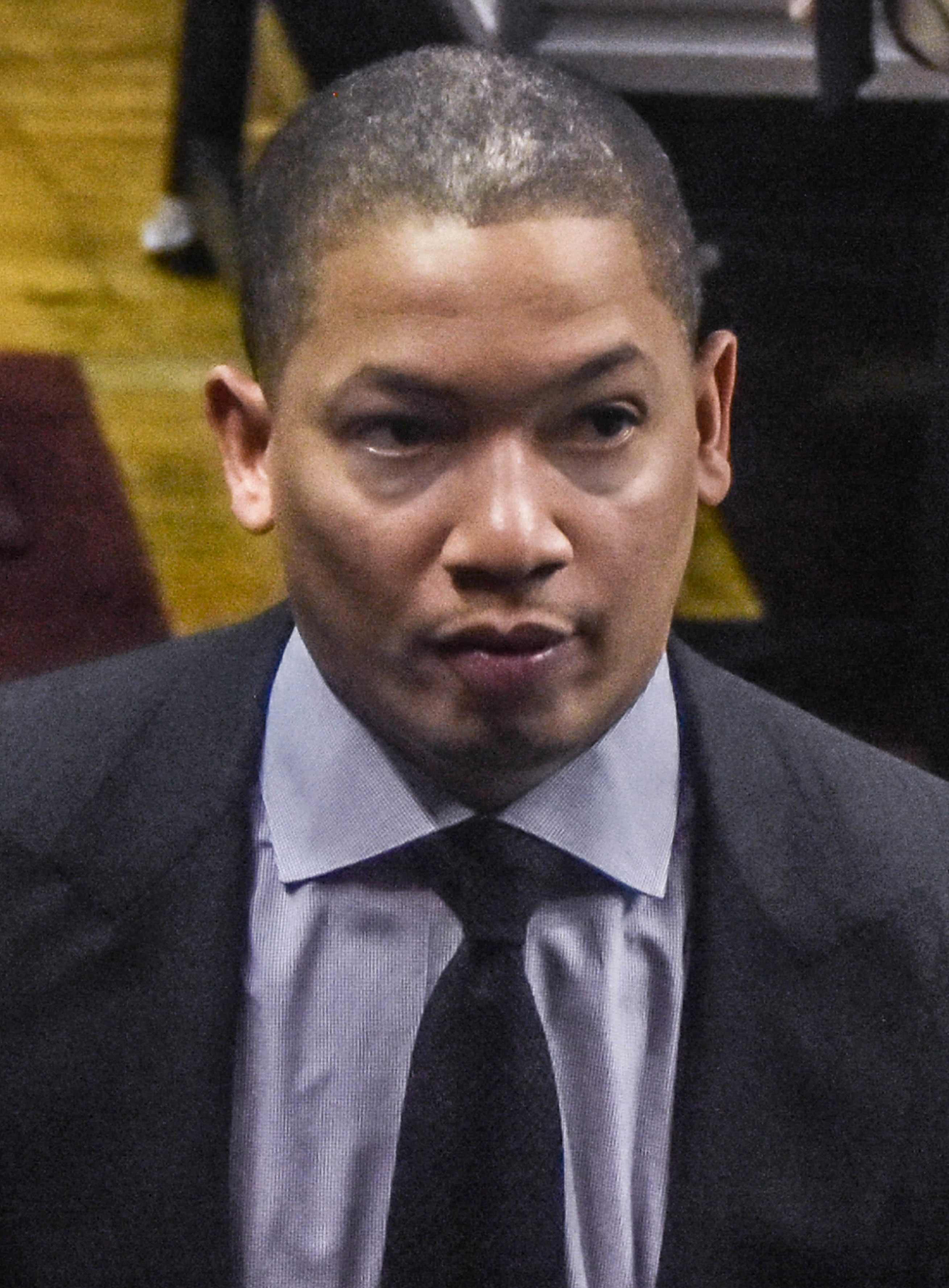
allenatore dei Cavaliers dal 2016 al 2018 e coach del titolo Tyronn Lue.

## Palmarès
| Palmarès Cleveland Cavaliers |        |                                                                                        |
|                              | Titoli | Anni                                                                                   |
| Titoli NBA                   | 1      | 2016                                                                                   |
| Titoli di Conference         | 5      | 2007, 2015, 2016, 2017, 2018                                                           |
| Titoli di Division           | 8      | 1975-1976, 2008-2009, 2009-2010, 2014-2015, 2015-2016, 2016-2017, 2017-2018, 2024-2025 |

## Premi e riconoscimenti individuali
NBA Most Valuable Player Award
- LeBron James - 2009, 2010

Bill Russell NBA Finals Most Valuable Player Award
- LeBron James - 2016

NBA Defensive Player of the Year Award
- Evan Mobley – 2025

NBA Rookie of the Year Award
- LeBron James - 2004
- Kyrie Irving - 2012

NBA Coach of the Year Award
- Bill Fitch - 1976
- Mike Brown - 2009
- Kenny Atkinson - 2025

NBA Executive of the Year Award
- Wayne Embry - 1992, 1998

NBA All-Star Game MVP
- LeBron James - 2006, 2008, 2018
- Kyrie Irving - 2014

NBA Rookie Challenge MVP
- Žydrūnas Ilgauskas - 1998
- Daniel Gibson - 2008
- Kyrie Irving - 2012

NBA Three-point Shootout
- Mark Price - 1993, 1994
- Kyrie Irving - 2013

All-NBA First Team
- Mark Price - 1993
- LeBron James - 2006, 2008, 2009, 2010, 2015, 2016, 2017, 2018
- Donovan Mitchell - 2025

All-NBA Second Team
- LeBron James - 2005, 2007
- Donovan Mitchell - 2023
- Evan Mobley - 2025

All-NBA Third Team
- Mark Price - 1989, 1992, 1994
- Brad Daugherty - 1992
- Kyrie Irving - 2015

NBA All-Defensive First Team
- Larry Nance - 1989
- LeBron James - 2009, 2010
- Evan Mobley - 2023, 2025

NBA All-Defensive Second Team
- Jim Cleamons - 1976
- Jim Brewer - 1976, 1977
- Larry Nance - 1992, 1993
- Bobby Phills - 1996
- Anderson Varejão - 2010

NBA All-Rookie First Team
- Austin Carr - 1972
- Dwight Davis - 1973
- Brad Daugherty - 1987
- Ron Harper - 1987
- Hot Rod Williams - 1987
- Brevin Knight - 1998
- Žydrūnas Ilgauskas - 1998
- Andre Miller - 2000
- LeBron James - 2004
- Kyrie Irving - 2012
- Dion Waiters - 2013
- Evan Mobley - 2022

NBA All-Rookie Second Team
- Terrell Brandon - 1992
- Cedric Henderson - 1998
- Derek Anderson - 1998
- Chris Mihm - 2001
- Carlos Boozer - 2003
- Tristan Thompson - 2012
- Tyler Zeller - 2013
- Collin Sexton - 2019
- Isaac Okoro - 2021

## Leader di franchigia
Grassetto: giocatore ancora attivo ai Cavaliers.
Corsivo: giocatore ancora attivo, non con i Cavaliers.
Punti segnati (regular season) aggiornato il 28 dicembre 2023

1. LeBron James (23.119)
2. Žydrūnas Ilgauskas (10.616)
3. Brad Daugherty (10.389)
4. Austin Carr (10.265)
5. Mark Price (9.543)
6. Bingo Smith (9.513)
7. Hot Rod Williams (8.504)
8. Kyrie Irving (8.232)
9. Kevin Love (7.663)
10. Larry Nance (7.257)
11. Campy Russell (6.588)
12. World B. Free (6.329)
13. Tristan Thompson (5.928)
14. Terrell Brandon (5.793)
15. Jim Chones (5.729)
16. Danny Ferry (5.643)
17. Mike Mitchell (5.217)
18. Craig Ehlo (5.103)
19. Darius Garland (5.046)
20. Phil Hubbard (4.962)

Altre statistiche (regular season) aggiornate il 28 dicembre 2023 
| Minuti giocati     | Minuti giocati |
| Giocatore          | Minuti         |
| ------------------ | -------------- |
| LeBron James       | 33.130         |
| Žydrūnas Ilgauskas | 21.820         |
| Hot Rod Williams   | 20.802         |
| Brad Daugherty     | 20.029         |
| Bingo Smith        | 19.221         |
| Austin Carr        | 19.003         |
| Mark Price         | 18.127         |
| Tristan Thompson   | 17.665         |
| Danny Ferry        | 15.045         |
| Larry Nance        | 14.966         |

| Rimbalzi presi     | Rimbalzi presi |
| Giocatore          | Rimbalzi       |
| ------------------ | -------------- |
| LeBron James       | 6.190          |
| Žydrūnas Ilgauskas | 5.904          |
| Tristan Thompson   | 5.484          |
| Brad Daugherty     | 5.227          |
| Hot Rod Williams   | 4.669          |
| Kevin Love         | 4.493          |
| Anderson Varejão   | 4.454          |
| Jim Chones         | 3.790          |
| Larry Nance        | 3.561          |
| Jim Brewer         | 3.551          |

| Assist effettuati | Assist effettuati |
| Giocatore         | Assist            |
| ----------------- | ----------------- |
| LeBron James      | 6.228             |
| Mark Price        | 4.206             |
| John Bagley       | 2.311             |
| Terrell Brandon   | 2.235             |
| Foots Walker      | 2.115             |
| Kyrie Irving      | 2.114             |
| Brad Daugherty    | 2.028             |
| Andre Miller      | 2.015             |
| Austin Carr       | 1.820             |
| Craig Ehlo        | 1.803             |

| Palle recuperate | Palle recuperate |
| Giocatore        | Recuperi         |
| ---------------- | ---------------- |
| LeBron James     | 1.376            |
| Mark Price       | 734              |
| Foots Walker     | 722              |
| Craig Ehlo       | 661              |
| Terrell Brandon  | 621              |
| Hot Rod Williams | 587              |
| Ron Harper       | 530              |
| Anderson Varejão | 529              |
| Kyrie Irving     | 504              |
| John Bagley      | 474              |

| Stoppate effettuate | Stoppate effettuate |
| Giocatore           | Stoppate            |
| ------------------- | ------------------- |
| Žydrūnas Ilgauskas  | 1.269               |
| Hot Rod Williams    | 1.200               |
| Larry Nance         | 1.087               |
| LeBron James        | 695                 |
| Tristan Thompson    | 455                 |
| Jim Chones          | 450                 |
| Roy Hinson          | 430                 |
| Anderson Varejão    | 399                 |
| Brad Daugherty      | 397                 |
| Jim Brewer          | 353                 |

| Tiri da 3 realizzati | Tiri da 3 realizzati |
| Giocatore            | Triple               |
| -------------------- | -------------------- |
| LeBron James         | 1.251                |
| Kevin Love           | 1.096                |
| Mark Price           | 802                  |
| Kyrie Irving         | 723                  |
| Cedi Osman           | 628                  |
| Darius Garland       | 589                  |
| J.R. Smith           | 585                  |
| Daniel Gibson        | 578                  |
| Wesley Person        | 550                  |
| Danny Ferry          | 543                  |